# Филарет (Семовских)
Митрополи́т Филаре́т II  (в миру Пётр Ива́нович Семовски́х; род. 25 января 1942, Дайрен, Ta-lien) — епископ, российский и австралийский религиозный деятель, основатель, идеолог и первоиерарх малочисленной ПРЦ/РПЦЗ (2015—2020), являющейся одним из «осколков РПЦЗ». В период руководства ею Филаретом (Семовских), ПРЦ/РПЦЗ позиционировала себя как единственную каноническую ветвь РПЦЗ и претендовала называться законной правопреемницей всей Русской православной церкви. В состав ПРЦ/РПЦЗ входили епархии: Австралийская и Новозеландская, Европейская, Северо-Российская, Южно-Российская, Каменск-Уральская и Сибирская. Ранее, в 2006—2013 годы — клирик РИПЦ, до 2006 года — митрофорный протоиерей Русской зарубежной церкви, настоятель храма Преподобного Серафима Саровского в Брисбене.

## Биография
Родился 25 января 1942 года в тогда бывшем под контролем Японии городе Дайрен (ныне китайский Далянь), где был крещён протоиереем Иннокентием Петеленым в церкви святаго Архистратига Михаила.
В конце 1943 года семья переехала в город Харбин, где родители пели в хоре Свято-Николаевского кафедрального собора, а отец был также главным псаломщиком. Мальчик окончил русскую гимназию, музыкальную школу и прошёл специальные курсы механического машиностроительного черчения. С раннего возраста начал прислуживать в кафедральном соборе, где был архиерейским жезлоносцем у архиепископа Харбинского и Манчжурского Никандра (Викторова).
В это же время сблизился с архимандритом Филаретем (Вознесенским), когда тот служил в районе Гондатьевка.
В сентябре 1957 года семья переехала в Австралию, в город Брисбен, где молодой человек одновременно работал и учился, а в свободное время пел в церковном хоре.

### Клирик РПЦЗ
21 февраля 1964 года был обвенчан с Екатериной Георгиевной Раменской. 20 декабря 1964 года в день святителя Амвросия Медиоланского в Свято-Сирафимовском храме, митрополитом Филаретом (Вознесенским) хиротонисан во диакона.
В 1966 году по приглашению митрополита Филарета переехал в Нью-Йорк, где 12 февраля 1967 года состоялась его хиротония во пресвитера. По поручению митрополита Филарета занимался хозяйственными вопросами Синода — работой свечного завода и всеми финансовыми вопросами, совмещая работу в канцелярии с чредой служения и ведением хозяйственных дел Синодального дома.
По его собственным воспоминаниям: «Атмосфера в Синоде была очень тяжёлая, те, кто считали себя хозяевами там, никак не могли смириться с тем, что тут какой-то молодой духовный сын, ученик и ставленник Владыки Митрополита, священник, вдруг стал заведующим Синода да ещё с непосредственным подчинением только Владыке Митрополиту и больше никому. Меня буквально сгрызали, стараясь скрыть от Владыки, но ОН был мудрый и прозорливый и всё что происходило — всё знал».
С 1968 года покинул должность Заведующего Синода так как «просто не мог больше выдерживать» и начал служить в Ново-Коренной пустыни в 40 милях от Нью-Йорка в районе городка Магопак.
Заочно окончил Джорданвилльскую семинарию, получив диплом бакалавра богословия.
В 1971 году, на проходившем в монастыре Архиерейском Соборе, по просьбе архиепископа Сиднейского Феодосия (Путилина) и епископа Брисбенского Константина (Ессенского) вернулся в Австралию чтобы урегулировать нестабильное положение в приходе в Брисбене.
28 февраля 1972 года начал своё служение в приходе в Брисбене: «Через некоторое время вернулись прихожане и этот приход ожил и даже немного разбогател».
30 августа 1983 года решением Архиерейского Синода был награждён палицей.
Великим постом 2006 года архиепископ Австралийско-Новозеландский Иларион (Капрал) спросил протоиерея Петра о его отношении к примирению с Московским Патриархатом. Тот ответил, что он против вхождения в юрисдикцию Московского Патриархата. Тогда архиепископ Иларион попросил протоиерея Петра написать об этом рапорт и дал указание его диаконам остановить Богослужение в том случае, если протоиерей Пётр перестанет поминать архиепископа Илариона. На заседании Церковно-Приходского Совета в Роклее было объявлено, что с 29 апреля протоиерей Пётр Семовских освобождается от своих обязанностей, и что в этот же день на приход будет поставлен другой священник.

### В РИПЦ и РПЦЗ(В-В)
Тем временем, протоиерей Пётр, «следуя велению совести», обратился к главе неканонической РИПЦ архиепископу Омскому и Сибирскому Тихону (Пасечнику), который 16 апреля принял его под свой омофор. 22 апреля протоиерей Пётр во время литургии в храме «решил помянуть настоящего, не про-униатского епископа», из-за чего сослужившие ему три диакона Александр Бородин, Джон Вир и Константин Семовских (сын протоиерея Петра) остановили службу и вывели протоиерея Петра из храма.
После увольнения устроил у себя в доме домовую церковь в честь прп. Серафима Саровского, использовав некогда полученные от митрополита Филарета (Вознесенского) антиминсы и святое миро.
В ноябре 2006 года негативно раскритиковал передачу священником Романом Лукьяновым облачения митрополита Филарета Патриарху Алексию II: «когда эти облачения о. Никита передавал о. Роману, то завещал передать их русскому православному каноническому Святейшему Патриарху Российскому, такому, какой был Святейший Патриарх Тихон. То есть не советскому, а каноническому, православному, законно избранному всероссийским православным Собором, когда Россия будет действительно Православной Россией, а не подделкой, фальшивкой, „Федерацией“!!!»
В марте 2007 года вместе с ещё тремя перешедшими в РИПЦ священниками провёл пастырское совещание Австралийского благочиния РПЦЗ под омофором Архиерейского Синода РИПЦ с целью «восстановления церковно-канонической жизни на началах соборности и нормализации церковно-приходской жизни». На Совещании было заявлено «о недействительности и неканоничности прещений со стороны уклонившихся в унию с МП иерархов-отступников РПЦЗ, в частности архиеп. Илариона, накладываемых ими на противников унии, желающих по-прежнему оставаться верными Истинному Православию и духовному наследию Истинной РПЦЗ». Было решено называть отколовшихся от РПЦЗ новым названием «РПЦЗ (Катакомбная)».
25 мая 2008 года решением состоявшегося в г. Флемингтоне Пастырского Совещания Австралийского Благочиния был избран благочинным образованного тогда же благочиния штата Квинсленд (Брисбенского).
Со временем протоиерей Пётр Семовских стал всё более критически относиться к председателю Синода РИПЦ архиепископу Тихону (Пасечнику) и вместе с иереем Владимиром Цукановым направил несколько обличительных писем Тихону (Пасечнику), упрекая его в отказе от традиции и имени Русской Зарубежной Церкви.
В середине февраля 2011 года вместе с Владимиром Цукановым из Сиднея присоединён Владимиром (Целищевым) к неканонической РПЦЗ(В-В) и оставлен в непосредственном подчинением Председателю Синода РПЦЗ(В-В).
Летом 2013 года скончалась его супруга.
30 сентября 2013 года решением Архиерейского Собора РПЦЗ(В-В) избран во епископа Сиднейского и Австралийско-Новозеландского.
1 октября 2013 года в Малой Солтановке (Украина) епископом Виктором (Парбусом) пострижен в монашество с именем Филарет в честь своего духовного отца митрополита Филарета (Вознесенского), который был канонизирован в 2008 году в РПЦЗ(В-В).

### Епископское служение
4 октября 2013 года в Захарье-Елисаветинском скиту близ Киева был рукоположён во епископа Сиднейского и Австралийско-Новозеландского в юрисдикции РПЦЗ (В-В). В хиротонии принимали участие: архиепископ Сан-Францисский и Западно-Американский Владимир (Целищев), архиепископ Севастопольский и Южно-Русский Мартин (Лапковский), епископ Марсельский и Западно-Европейский Кассиан (Мухин), епископ Парижский и Западно-Европейский Виктор (Парбус), епископ Солтановский и Малороссийский Алексий (Пергаменцев), епископ Денверский Амвросий (Дворниченко) и епископ Васильковский Тихон (Антонов).
25 декабря 2014 года в письме главе РПЦЗ(В-В) Владимиру (Целищеву) объявил о своём категорическом протесте против решения Синода РПЦЗ(В-В) о запрещении в священнослужении епископа Мартина (Лапковского) и потребовал созыва внеочередного Собора епископов «для законного решения назревших вопросов, разрушающих Церковное спокойствие и провоцирующих раскол». В том же письме написал: «от настоящего времени мы прекращаем поминать ваше имя как председателя, и на Соборе будем обсуждать ваше безобразное поведение… Никаких писем прошу мне не посылать, уже всего достаточно, и мы знаем, с кем имеем дело!». Через 12 дней в письме от 9 января 2015 года без всякого покаяния сообщил председателю Синода РПЦЗ(В-В) Владимиру (Целищеву), что он «решил продолжать поминать его имя за богослужениями»

### Первоиерарх РПЦЗ(В-Ф)
Собор состоялся 10 октября 2015 года в селе Амосовка Медвенского района Курской области под председательством Филарета, в котором также принял участие епископ Южно-Российской епархии Мартин (Лапковский), возведённый в сан архиепископа, и по телефону епископ Западно-Европейской епархии Кассиан (Мухин). На Архиерейском соборе иеромонах Николай (Борисенко) был рукоположён в епископа Брянского, викария Южно-Российской епархии. Его архиерейскую хиротонию совершили: архиепископ Филарет (Семовских) и епископ Мартин (Лапковский). Участвующие в Курском соборе епископы констатировали, что собравшиеся на Украине архиереи поставили себя вне РПЦЗ, проявив каноническое безобразие. Архиерейский собор на Украине, состоявший из трёх правящих архиереев РПЦЗ(В) был объявлен разбойничьим тремя другими правящими архиереями РПЦЗ(В), участвующими в соборе, который проходил в России. Архиереи, собравшиеся в России, объявили себя правопреемниками канонической РПЦЗ. Вместо прежнего председателя Синода архиепископа Владимира, который не признал предъявленные обвинения четырёх архиереев в свой адрес, предстоятелем РПЦЗ(В) на Соборе в России избран епископ Филарет (Семовских) с возведением в сан митрополита. portal-credo.ru писал, что в возглавляемой епископом Филаретом, оказалось 4 епископа и около 10 общин в России, Крыму и Австралии.
11 октября 2015 года во время богослужения провозгласил от имени Собора анафему «бандеровской власти на Украине и разбойничьему собранию (в Солтановке) архиереев, которые обслуживают эту власть».
13 октября 2015 года в Знаменско-Петропавлоавском храме в селе Амосовке Курской области после Всенощного бдения состоялась интронизация «Первоиерарха РПЦЗ Митрополита Филарета Второго».
26 февраля 2016 года решением Архиерейского синода РПЦЗ(В-В) был лишён сана.
С 15 по 21 сентября 2016 года в РПЦЗ(В-Ф) состоялся очередной Архиерейский Собор, на котором Филарет (Семовских) был награждён правом ношения второй панагии, был лишён сана епископ Западно-Европейский Кассиан (Мухин) «ввиду его нераскаянности». Решениями Собора исключён из святцев последний Византийский император Константин ХІ, подписавший в 1452 году унию с католиками. Собором канонизирован Архидиакон Никифор от латинян замученный в 1599 году. Архиерейский Собор канонизировал также 383 новомученика и исповедника, которые были убиты и замучены в период с 1917 по 1925 год. На Соборе Западно-Европейская епархия была реорганизована в Европейскую, и образована новая епархия — Сибирская. Собор совершил три архиерейские хиротонии. Собор обозначил своё церковное сообщество как единственную каноническую Православную Российскую Церковь, которая рассматривает лишь возможность присоединения к ней из различных расколов и самочиний, но не объединение с ними. Кроме традиционного названия РПЦЗ Архиерейский Собор утвердил второе официальное название своего церковного сообщества — ПРЦ (Православная Российская Церковь), которое часто употреблялось в дореволюционное время. Собор РПЦЗ/ПРЦ ввёл дополнительное молитвенное прошение на службах «о еже даровати стране Российстей Царя Православного».
26 ноября 2016 года издал указ о разрыве молитвенного общения со своим ближайшим соратником — архиепископом Севастопольским и Южно-Российским Мартином (Лапковским) за «открытое исповедание» последним «ереси имябожников», несмотря на её «осуждение» Синодами Константинопольского патриархата и дореволюционной Российской Церкви.
На Архиерейском Соборе ПРЦ/РПЦЗ 2017 года на должность управляющего Южно-Российской епархии рукоположён епископ Серафим (Кошель) с кафедрой в г. Ейске.
29 июля/11 августа 2019 года архимандрит Филарет (Рожнов) во исполнение Постановления Архиерейского Синода ПРЦ/РПЦЗ от 8/21 апреля 2019 года был рукоположён во епископа, Первоиерархом митрополитом Филаретом (Семовских) и епископом Серафимом (Корабельским) во «епископа Московского и Восточно-Российского», а решением Архиерейского Собора от 25 августа/6 сентября 2019 года был избран Заместителем Первоиерарха и секретарём синода с возведением в сан архиепископа.
12 августа 2019 года в Знаменско-Петропавловском храме села Амосовка Курской области в сослужении епископов Ахтырского и Малороссийского Серафима (Корабельского) и Восточно-Российского Филарета (Рожнова) совершил хиротонию Зосимы (бывшего иерея Русской православной церкви Алексия Мороза) во епископа Санкт-Петербургского и Северо-Российского.
К тому времени наметился конфликт между митрополите Филаретом (Семовских) и секретарём Синода, архиепископом Филаретом (Рожновым). В ходе данного конфликта последненго поддержал весь наличный епископат ПРЦ/РПЦЗ. Тогда митрополит Филарет (Семовских) учреждает самочинный синод из себя и двух заштатных епископов и издаёт указ о извержении архиепископа Филарета (Рожнова) из сана. Все действующие архиереи ПРЦ/РПЦЗ совместными официальными увещеваниями трижды призывают митрополита Филарета отказаться от своих «беззаконных действий» и вернуться в Церковь. Однако он остаётся в расколе с заштатными епископами Николаем и Лукой. Для разрешения конфликта между митрополитом Филаретом (Семовских) и епископатом созывается чрезвычайный архиерейский Собор ПРЦ/РПЦЗ при Знаменско-Петропавловском храме (Курская области) и Свято-Троицком монастыре (Курск) с 10 по 13 сентября 2020 года. Архиерейский собор рассмотрел указ (от 14 августа 2020) председателя синода ПРЦ/РПЦЗ митрополита Филарета (Семовских) «о извержении из священного сана архиепископа Филарета (Рожнова)» и не признал этот указ действительным по следующим причинам: «Во-первых, запретить в служении или извергнуть из сана архиерея (впрочем, как и священника) может только Собор Епископов. Во-вторых, обоснование извержения из сана не подкреплено никакими фактами и ссылками на церковные каноны… Участники Архиерейского Собора констатируют, что нет вины на секретаре Синодальной Канцелярии и в том, что он отказался готовить проекты беззаконных указов Первоиерарха об извержении из санов некоторых архиереев. Другие обвинения против Архиепископа Филарета, озвученные в указе Митрополита, тоже не имеют обоснования, но даже если бы был действительно повод для его извержения из сана и лишения всех его титулов, то и в этом случае только Собор Епископов вправе принять такое решение». На Соборе были рассмотрены также другие претензии к архиепископу Филарету (начиная с девяностых годов прошлого столетия), когда он был ещё священником Валерием Рожновым. По поводу этих обвинений архиепископ Филарет (Рожнов) официально заявил, что никогда не выдвигал своего личного учения в качестве учения Церкви, которое можно было бы квалифицировать как ересь, но даже если в своих книгах, многочисленных публикациях или проповедях допустил когда-либо ошибочные высказывания или неправомыслие, то искренне раскаивается в этом. Расследовав все обвинения, выдвинутые противниками ПРЦ/РПЦЗ против Архиепископа Филарета (Рожнова) и принимая во внимание его официальные заявления, Собор Епископов констатировал, что нет и не было повода считать его еретиком или раскольником. Архиерейский Собор также засвидетельствовал, что архиепископ Филарет (Рожнов) никогда не был под запретом или анафемой — ни в архиерейском сане, ни в сане священника (Валерия Рожнова). А если в разные времена подвергался или подвергается незаконным «прещениям» и нападкам еретиков и раскольников, то их клеветнические определения не имели и не имеют никакой канонической силы. Изучив все выдвинутые против заместителя председателя синода архиепископа Филарета (Рожнова) обвинения, собор епископов удостоверяет, что «в настоящее время он является действительным и действующим членом Архиерейского Собора ПРЦ/РПЦЗ». На соборе епископов архиепископ Филарет (Рожнов) отказался от предложений принять сан митрополита, звание первоиерарха и должность председателя синода, предлагая дать возможность и время митрополиту Филарету (Семовских) осознать свои ошибки и через покаяние вернуться в Церковь, или же дать членам Церкви возможность за это время убедиться в ещё большем отпадении от неё Первоиерарха. Архиепископ Филарет (Рожнов) предлагал епископам утвердить соборным решением синодальное постановление (от 13/26 августа 2020 г.), оставив должность Председателя Синода за епископом Бирменгемским и Европейским Серафимом (Скуратовым), которому предварительно был послан запрос на согласие возглавить синод. Это Предложение архиепископа Филарета поддержал епископ Ейский и Южно-Российский Серафим (Кошель). Члены Архиерейского собора высказались с уважением к кандидатуре Епископа Серафима (Скуратова), однако он в официальном ответе на запрос не принял предложение возглавить Синод, обосновав свой отказ уважительными причинами, а на должность председателя синода предложил архиепископа Филарета (Рожнова). По рассуждению большинства участников Собора, в сложившихся условиях, когда бывший председатель Синода митрополит Филарет (Семовских) ушёл в раскол с двумя заштатными архиереями, учредив единоличным решением без всякого Собора свой «Самочинный Синод», было предложено поставить на голосование вопрос о том, чтобы до следующего Собора обязанности Председателя Синода исполнял Заместитель председателя Синода архиепископ Филарет (Рожнов). Однако на голосование было поставлено и другое предложение — избрать епископа Серафима Бирмингемского и Европейского Заместителем Председателя Синода с возведением в сан архиепископа и поручить ему окормление всей заграничной паствы ПРЦ/РПЦЗ, ибо митрополит Филарет, исполнявший эти обязанности, уже не имеет на это право. В создавшейся ситуации участниками Архиерейского собора было предложено утвердить Архиепископа Филарета (Рожнова) председателем Синода, а не исполняющим обязанности Председателя, ибо «Положение о ПРЦ/РПЦЗ» не предусматривает такой организационной структуры управления, чтобы у Заместителя Председателя был Заместитель Заместителя Председателя Синода. Архиепископ Филарет (Рожнов) принял эти аргументы и согласился с тем, чтобы его кандидатура на должность председателя Синода была поставлена на голосование, однако от сана митрополита и звания первоиерарха отказался.
Чрезвычайный Собор Епископов, взвесив возможные варианты по избранию Первоиерарха в сане Митрополита и Председателя Синода, постановил: «а) Избрание Первоиерарха с возведением в Сан Митрополита, как это предусмотрено „Положением о ПРЦ/РПЦЗ“, отложить до следующего Собора Епископов. б) До избрания Первоиерарха избрать Председателем Синода Высокопреосвященнейшего Филарета (Рожнова) Архиепископа Московского и Восточно-Российского… г) Преосвященного Серафима Епископа Бирмингемского и Европейского избрать Заместителем Председателя Синода с возведением в сан архиепископа, поручив ему попечение о всей зарубежной пастве ПРЦ/РПЦЗ».

## Сочинения
- Письмо редактору. Позор и предательство // «Наша Страна», 22 декабря 2006, стр. 6
- «Возмутительное святотатство, из ряда вон выходящее» // «Наша Страна», 22 декабря 2006, стр. 6
- Прошение Архиепископу РИПЦ Тихону, 15 сентября 2010
- «Моя краткая автобиография.» на официальном сайте РПЦЗ(В-В), 4 ноября 2013
- Письмо Епископа Филарета (Семовских), 26-го июля 2014